# ماریبل گواردیا
ماریبل گواردیا (اسپانیایی: Maribel Guardia‎؛ زادهٔ ۲۹ مهٔ ۱۹۵۹) خواننده، هنرپیشه، بازیگر تلویزیون، بازیگر سینما، مدل، و بازیگر تئاتر اهل کاستاریکا است. وی برنده عنوان ملکه زیبایی کاستاریکا در سال ۱۹۷۸ شد.